# Мицис, Элла Мартыновна
Элла Мартыновна Мицис (16 декабря 1912, Рига — 17 ноября 2002, Москва) — советская легкоатлетка, волейболистка, баскетболистка и  хоккеистка. Заслуженный мастер спорта СССР по легкой атлетике и баскетболу.
Окончила ГЦОЛИФК, а также Высшую школу тренеров при ГЦОЛИФК (1937).

## Биография
Чемпионка СССР 1940 в прыжках в длину, 1936—1940 — в легкоатлетическом пятиборье. Рекордсменка СССР 1932—1945 в эстафете 4×200 м, толкании ядра, метании гранаты, легкоатлетическом троеборье и пятиборье.
В 1934, 1935 — по волейболу.
В 1937, 1940, 1945, 1950 — по баскетболу.
Супруга C. C. Спандаряна — известного советского баскетболиста и тренера.

## Волейбол
На чемпионате СССР 1934 года в составе сборной команды города Москвы стала чемпионкой страны. В 1935 году в Баку стала победительницей третьего по счету чемпионата СССР по волейболу.

## Легкая атлетика
| Год  | Город   | Дата          | Место         | Дисциплина     | Результат |
| ---- | ------- | ------------- | ------------- | -------------- | --------- |
| 1936 | Москва  |               | II            | Метание копья  | 38,55     |
| 1936 | Москва  | I             | Пятиборье     | 3368 NR*       |           |
| 1937 | Москва  |               | II            | Метание копья  | 39,06     |
| 1937 | Москва  | II            | Толкание ядра | 11,72          |           |
| 1937 | Москва  | I             | Пятиборье     | 3701 NR*       |           |
| 1938 | Харьков | 20—24 августа | III           | Прыжки в длину | 5,43      |
| 1938 | Харьков | 20—24 августа | I             | Пятиборье      | 3876 NR*  |
| 1939 | Харьков |               | III           | Прыжки в длину | 5,49      |
| 1939 | Харьков | II            | Метание копья | 42,47          |           |
| 1939 | Харьков | I             | Пятиборье     | 3387           |           |
| 1940 | Москва  | 20—24 августа | III           | Метание копья  | 39,87     |
| 1940 | Москва  | 20—24 августа | I             | Прыжки в длину | 5,38      |
| 1940 | Москва  | 20—24 августа | I             | Пятиборье      | 3943 NR*  |
| 1943 | Москва  |               | II            | Прыжки в длину | 5,21      |
| 1943 | Москва  | II            | Пятиборье     | 3302           |           |
| 1944 | Москва  | 13—18 августа | II            | Пятиборье      | 3277      |
| 1945 | Киев    |               | II            | Пятиборье      | 3500      |

## Баскетбол
Становилась чемпионкой СССР по баскетболу в составе команды Динамо (Москва) в 1937, 1940, 1945, 1950 годах.

## Хоккей с мячом
В составе команды "Динамо" (Москва) становилась финалистом розыгрыша Кубка СССР среди женских команд в 1941 году.